# 雷布内 (扎波罗热州)
47°48′41″N 36°20′42″E / 47.81139°N 36.34500°E
雷布內（烏克蘭語：Рибне）是位於烏克蘭東南部的村莊，由扎波羅熱州波洛希區的胡利亚伊波莱市镇負責管轄。該村面積0.57平方公里，海拔高度95米，2001年人口34，人口密度每平方公里59.8人。